# Lunaceps limosella
Lunaceps limosella är en insektsart som beskrevs av Günter Timmermann 1954. Lunaceps limosella ingår i släktet månlöss, och familjen fjäderlöss. Inga underarter finns listade i Catalogue of Life.